# Wohn- und Wirtschaftsgebäude Neuenfelder Straße 5
Das Wohn- und Wirtschaftsgebäude Neuenfelder Straße 5 in der niedersächsischen Stadt Osterholz-Scharmbeck, Ortsteil Pennigbüttel, stammt vom Ende des 18. Jahrhunderts. Aktuell (2025) wird es zum Wohnen und wohl landwirtschaftlich genutzt.
Das Gebäude steht unter Denkmalschutz (siehe auch Liste der Baudenkmale in Osterholz-Scharmbeck).

## Geschichte und Beschreibung
Das 1216 erstmals erwähnte Dorf Penningbüttel auf der Osterholzer Geest am Rande des Teufelsmoores war im 18./19. Jahrhundert durch die Landwirtschaft geprägt.
Das eingeschossige traufständige Wohn- und Wirtschaftsgebäude als Zweiständer-Hallenhaus in Fachwerk mit Steinausfachungen, mit reetgedecktem Satteldach, Uhlenloch, Ladeluke und der Grooten Door mit geradem Abschluss wurde um 1790 gebaut und 1902 (Inschrift) saniert. Am Wohngiebel besteht noch der Krüppelwalm.
Das Landesdenkmalamt befand u. a.: „… typisches Hallenhaus des späten 18. Jahrhunderts in Zweiständerkonstruktion …“